# Pléh-boy
A Pléh-boy 1973-ban bemutatott magyar rajzfilm, Vajda Béla rövidfilmje.

## Alkotók
- Közreműködött: Hegyi Imre
- Dramaturg: Osvát András
- Rendezte: Vajda Béla
- Operatőr: Henrik Irén
- Vágó: Czipauer János
- Hangmérnök: Bársony Péter
- Gyártásvezető: Csillag Márta
- Animátor: Szalay Edit
- Rajzolták: Fellner István, Kálmán Mária, Madarász Zoltán
- Munkatársak: Gyöpös Katalin, Janotyik Frigyes, Somfai István, Szakács Katalin, Zsebényi Béla
- Készítette a Pannónia Filmstúdió.